# معبد المياه بزغوان
معبد المياه بزغوان (بالفرنسية: Temple Des Eaux)‏ هو موقع أثري روماني يتخذ شكل معبد نصف دائري مُقام على سفح جبل زغوان، ويبعد عن مدينة زغوان الواقعة شمالي شرقي تونس، 3 كيلومترات.

## نبذة تاريخية
يعود تأسيس هذا المعبد إلى القرن الثاني ميلادي، وتحديدا إلى فترة حكم الإمبراطور الروماني هادريان، الذي حكم الإميراطورية الرومانية من 117 إلى 138 ميلادي. تم إقامة هذا المعبد على الطراز الروماني وتم جلب حجارة البناء من جبل زغوان إضافة إلى مواقع قريبة أيضا ويحتوي على أنواع مختلفة من الرخام التي استخدمت للزخرفة والزينة.
تم بناء هذا المعبد خصيصا للتعبد، لأن المياه كانت مقدسة نوعا ما بالنسبة للرومان، لذلك أُقيم هذا الصرح لممارسة طقوسهم اليومية فيه.

## مكوناته
يحتوي هذا المعبد على سلالم أو مدرجات صغيرة تنتشر في الجانب الأيمن والأيسر، ما أن تصلها، تصل مباشرة إلى القاعة المقدسة والتي يتم فيها مراسم تعبد المياه. حسب معتقداتهم، السر وراء تعبد المياه هو تعلقهم الكبير بنبتون، الذي وحسب الميثولوجيا الرومانية، يعتبر إله الماء والبحر، ومن هنا يأتي سبب تقديس المياه لديهم. وهناك أيضا الرواق والصحن الذي يقومون فيه أيضا عادة بممارسة هذه الطقوس، وبعدها نزولا إلى الحوض المائي الذي يتوسط هذا الموقع والذي يتم فيه تجميع المياه من الجبل.

## أهميته التاريخية
يعتبر هذا المعبد ذا أهمية كبيرة، إذ يمثل نقطة إنطلاق نقل المياه إلى قرطاج عبر الحنايا (وهي شبكة رومانية لنقل المياه تمتد من هذا الموقع إلى قرطاج بطول جملي قدره حوالي 132 كيلومتر)، وتزويدها بها، إذ أن البلاد شهدت جفافا غير مسبوق استمر لمدة خمس سنوات على الأقل.